# Hipponix subrufus
Hipponix subrufus là động vật thân mềm chân bụng sống ở biển trong họ Hipponicidae.